# Waccho
Waccho (? - vers 530) fou un rei dels longobards del començament del segle vi.
Era fill de Zucchilo, i va usurpar el tron assassinant (o fent assassinar) al seu oncle el rei Tatto (vers 510); el fill d'aquest, Hildegis, i després un net, refugiats amb els gèpides, van intentar sense èxit diverses vegades expulsar-lo del poder; aquestos fets estarien a l'origen del conflicte que va oposar després a gèpides i longobards. Waccho per contra, tenia bones relacions amb els francs i els bavaresos.
Es va casar tres vegades:
- Amb Ranigonda, filla de Basin, rei dels turingis;
- Amb Austricusa, filla d'Elemund, rei dels gèpides (i germana d'Ostrogota), amb la que va tenir a:
  - Wisigarda, casada amb el rei dels francs Teodebert I;
  - Waldrada, casada successivament al fill d'aquest darrer, el rei Teodebald, i després amb Clotari I, que la va repudiar per donar-la com esposa a Garibald I de Baviera. Par aquesta unió Waccho va esdevenir més tard l'avi de Teodelinda de Baviera, futura reina dels longobards d'Itàlia.
- Salinga, filla del rei dels hèruls, amb la que va tenir a:
- Gualtari, el seu successor.

Waccho va morir en data desconeguda en tot cas abans del 539. El va succeir el seu fill Gualtari.